# 메트로: 마지막 탈출
《메트로: 마지막 탈출》(러시아어: Метро)은 2013년 공개된 러시아의 영화이다.

## 출연

### 주연
- 세르게이 푸스케팰리스
- 아나톨리 벨리
- 스베틀라나 홋첸코바

### 조연
- 스타니슬라프 두즈니코프
- 스베트라나 콜파코바